# Trojeść amerykańska
Trojeść amerykańska (Asclepias syriaca L.) – gatunek rośliny z rodziny toinowatych (w systemie Reveala i APG II), w systemie Cronquista z rodziny trojeściowatych. Pochodzi z północno-wschodniej i północno-środkowej części Stanów Zjednoczonych oraz przyległych obszarów Kanady. We florze Polski antropofit zadomowiony, kenofit. Cenna roślina miododajna. Gatunek inwazyjny ujęty na liście inwazyjnych gatunków stwarzających zagrożenie dla Unii Europejskiej.

## Morfologia

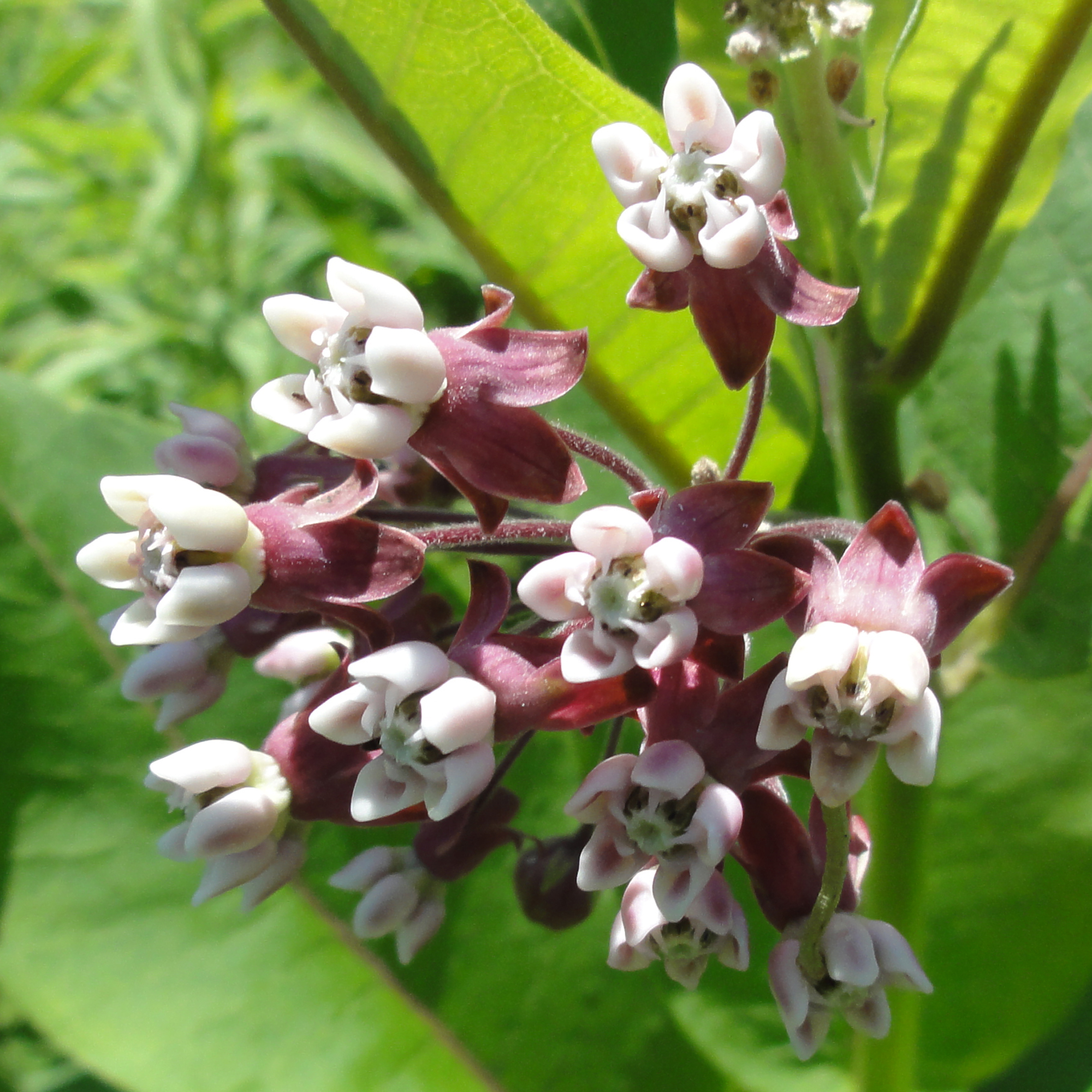
Kwiaty

PokrójBylina kłączowa osiągająca wysokość od 60 cm do 1,5 metra
ŁodygaWzniesiona i owłosiona.
LiścieDuże, eliptycznego kształtu, do 20 cm długości.
KwiatyO silnej woni, w kolorze mięsistoczerwonym, zebrane w baldachokształtne kwiatostany.
OwoceKolczasta torebka.

## Biologia i ekologia
Bylina, hemikryptofit. Kwitnie od kwietnia do czerwca. Wydziela trujący sok mleczny. Roślina zawiera do 10% kauczuku, a liście około 0,9% witaminy C.
Jest jedną z głównych roślin żywicielskich gąsienic motyla monarcha wędrownego.

## Zastosowanie
Roślina miododajna
Roślina jadalna
Sok mleczny rośliny zawiera duże ilości glikozydów, dlatego liście i torebki nasienne są trujące dla owiec, innych dużych ssaków oraz potencjalnie dla ludzi. Jednak młode pędy, młode liście, pąki kwiatowe i niedojrzałe owoce są jadalne na surowo. Roślinie przypisywano gorzki smak i dla jego usunięcia rekomendowano jej kilkukrotne parzenie we wrzątku przez minutę. Jednak zalecenia takie opublikowane przez Euella Gibbonsa w Stalking the Wild Asparagus (1962) wynikały prawdopodobnie z pomylenia tego gatunku z Apocynum cannabinum. Trojeść amerykańska nie ma goryczy nawet spożywana na surowo i można ją gotować jak szparagi, bez specjalnego przetwarzania.
Roślina kauczuko- i włóknodajna
Podjęto nieudane próby przemysłowego wykorzystania produkcji gumy (z soku roślinnego) i włókna (z włosków nasiennych). Włókna trojeści z puchu nasiennego mają jedwabisty połysk. Włoski te były wykorzystane tradycyjnie jako wypełnienie gablot entomologicznych. Roślina została również zbadana pod kątem wykorzystania włókien łyka, które są zarówno mocne, jak i miękkie. Badania Departamentu Rolnictwa USA w latach 90. i 40. XX wieku wykazały, że trojeść amerykańska ma większy potencjał do komercyjnego przetworzenia niż jakakolwiek inna amerykańska roślina włóknista, z szacowanymi wydajnościami tak wysokimi jak konopie i jakością równie dobrą jak len. Zarówno włókna łykowe, jak i włoski nasienne były historycznie używane przez rdzennych Amerykanów do produkcji powrozów i tekstyliów.
Trojeść amerykańska była również uprawiana do produkcji ocieplenia płaszczy zimowych.